# Trogon białooki
Trogon białooki (Trogon comptus) – gatunek średniej wielkości ptaka z rodziny trogonów (Trogonidae). Występuje w wilgotnych lasach u podnóża i na zboczach Andów w zachodniej Kolumbii i północno-zachodnim Ekwadorze. Opisany po raz pierwszy w 1948. Jest gatunkiem najmniejszej troski.

## Systematyka
Gatunek ten po raz pierwszy zgodnie z zasadami nazewnictwa binominalnego opisał John Todd Zimmer pod nazwą Trogon comptus. Opis ukazał się w 1948 roku w „American Museum Novitates”. Jako miejsce typowe autor wskazał Bahía Málaga w departamencie Valle del Cauca w Kolumbii. Najbliżej spokrewnionymi z trogonem białookim są trogony: krasnodzioby (T. massena), kostarykański (T. clathratus) i czarnosterny (T. melanurus). Nie wyróżnia się podgatunków.

### Etymologia
- Trogon: gr. τρωγων trōgōn „owocożerny, gryzący”, od τρωγω trōgō „gryźć”[10].
- comptus: łac. comptus – ozdobny od łac. comere – ozdabiać[11].

## Morfologia
Średniej wielkości ptak o masie ciała około 104 g i długości 28 cm. Występuje dymorfizm płciowy. Samce mają średniej wielkości, dosyć mocny, żółty dziób i białe tęczówki. Twarz i gardło czarniawe. Górna część głowy po grzbiet oraz pierś zielone z lekkim niebieskawym odcieniem. Kuper i ogon fioletowawo-niebieskie, ogon z czarnymi końcówkami, spód ogona popielaty. Brzuch po pokrywy podogonowe i boki ciała czerwone. Samice mają górną szczękę w kolorze łupka, reszta dzioba żółta, tęczówki białe. Twarz i podbródek ciemnoszary, reszta głowy, kark, górne części ciała, skrzydła i ogon popielate. Piersi i górna część brzucha szare i popielatoszare, reszta brzucha w dół do pokryw podogonowych czerwona.

## Zasięg występowania
Trogon białooki jest gatunkiem osiadłym. Jego zasięg występowania według szacunków organizacji BirdLife International obejmuje 153 tys. km². Występuje w zachodniej Kolumbii (na południe od północnej części departamentu Antioquia i północno-wschodniej części departamentu Chocó) i północno-zachodnim Ekwadorze (na południe do prowincji Pichincha).

## Ekologia
Głównym habitatem trogona białookiego są wilgotne i mokre lasy i ich obrzeża. Preferują zbocza wzgórz i teren pagórkowaty od poziomu morza do 1800 m n.p.m. Brak informacji o diecie tego gatunku. Długość pokolenia jest określana na 7,3 lat.

### Rozmnażanie
Niewiele wiadomo o rozmnażaniu tego gatunku. Ptaki w stanie lęgowym obserwowano w marcu.

## Status
W Czerwonej księdze gatunków zagrożonych IUCN trogon białooki jest klasyfikowany jako gatunek najmniejszej troski (LC – Least Concern). Liczebność populacji nie jest oszacowana, a gatunek opisuje się jako niepospolity (uncommon). Trend liczebności populacji oceniany jest jako spadkowy ze względu na utratę siedlisk.